# Procinolol
Procinolol je antagonist beta adrenergičkog receptora, grupe farmaceutskih lekova koji snižavaju srčani ritam i krvni pritisak.
Prema podacima iz 2021, nije poznato da će biti plasiran na tržište bilo gde u svetu.